# 최규순
최규순(崔圭淳, 1967년 1월 15일 ~ )는 KBO 리그 OB 베어스의 투수였으며 前 KBO 심판위원이다.

## 출신학교
- 휘문중학교
- 휘문고등학교

## 아마추어, 프로 시절
휘문고를 졸업하고 프로 지명을 받지 못하고 1988년  OB 베어스의 신고선수로 입단하여 좌완 투수였다.

## 야구 심판 시절
이후 은퇴하고 1991년부터 KBO 심판으로 활동하고 있다.
오심이 많다.